# Eudonica nanella
Eudonica nanella är en insektsart som beskrevs av Albertson. Eudonica nanella ingår i släktet Eudonica och familjen hornstritar.
Artens utbredningsområde är Ecuador. Inga underarter finns listade i Catalogue of Life.